# Walter Rothkegel
Walter Rothkegel (* 9. November 1874 in Groß-Strehlitz, Oberschlesien; † 3. November 1959 in Berlin-Dahlem) war ein deutscher Geodät, Staatswissenschafter, Bodenkundler und Taxwissenschaftler. Auf seinen Ideen basierte im Wesentlichen das 1934 erlassene „Gesetz über die Schätzung des Kulturbodens in Deutschland“ (Reichsbodenschätzung).

## Leben und Wirken
Rothkegel, Sohn eines Gymnasialprofessors, studierte Vermessungswesen an der Landwirtschaftlichen Hochschule Berlin und trat 1897 in den Dienst der preußischen Katasterverwaltung ein; dort war er in Schlesien, Westfalen und im Rheinland tätig und leitete vor dem Ersten Weltkrieg einige Zeit das Katasteramt Tempelhof (bei Berlin). Frühzeitig interessierte er sich für die Bewertungsfragen der Böden. Von 1907 bis 1911 absolvierte er ein Studium der Staatswissenschaften an der Universität Berlin. 1920 promovierte er dort mit der Dissertation „Untersuchungen über Bodenpreise, Mietpreise und Bodenverschuldung in einem Vorort von Berlin“ zum Dr. phil. Von 1925 bis 1945 arbeitete er im Reichsfinanzministerium in Berlin und entwickelte zusammen mit seinem engsten Mitarbeiter Dr. Heinrich Herzog (1896–1969) eine fruchtbare Tätigkeit auf dem Gebiet der Bodenschätzung. Das am 16. Oktober 1934 erlassene „Gesetz über die Schätzung des Kulturbodens“ in Deutschland (Reichsbodenschätzung) basierte vor allem auf seinen Ideen und seiner Initiative.
Rothkegel ist Autor mehrerer Bücher über Bodenschätzung. Sein bedeutendstes Werk ist das zweibändige Handbuch der Schätzungslehre für Grundbesitzungen (1930/32). Seit 1923 hatte Rothkegel einen Lehrauftrag an der Landwirtschaftlichen Hochschule Berlin, später an der Technischen Hochschule Berlin. Seit 1936 führte er den Titel Honorarprofessor. 1952 verlieh ihm die Technische Universität Berlin die Würde eines Ehrendoktors.
Walter Rothkegel starb 1959, nur eine Woche vor seinem 85. Geburtstag, in Berlin. Sein Grab befindet sich auf dem Waldfriedhof Dahlem.

## Hauptwerke
- Handbuch der Schätzungslehre für Grundbesitzungen. 2 Bde., Verlag Paul Parey Berlin 1930 u. 1932.
- Gesetz über die Schätzung des Kulturbodens. Erläutert durch Walter Rothkegel und Heinrich Herzog (Kommentar). Verlag C. Heymann Berlin 1935 = Taschen-Gesetzsammlung Nr. 168.
- Landwirtschaftliche Schätzungslehre. Verlag Eugen Ulmer Stuttgart (z. Zt. Ludwigsburg) 1947; 2. Auflage ebd. 1952.
- Grundriß der forstlichen Schätzungslehre. Verlag Paul Parey, Berlin und Hamburg 1949.
- Geschichtliche Entwicklung der Bodenbonitierungen und Wesen und Bedeutung der deutschen Bodenschätzung. Verlag Eugen Ulmer Stuttgart (z. Zt. Ludwigsburg) 1952.